# 판토마 /스캇치판토마
판토마 /스캇치판토마(Fantomas Contre Scotland Yard)는 이탈리아에서 제작된 안드레 헌벨 감독의 1967년 모험, 코미디, 범죄, 판타지 영화이다. 장 마라이 등이 주연으로 출연하였고 알렝 프와레 등이 제작에 참여하였다.

## 출연

### 주연
- 장 마라이
- 루이스 드 푸네스

### 조연
- 밀레느 드몽죠
- 프랑수아즈 크리스토프
- 쟝-로제르 카우시몬
- 로베르 달방
- 맥스 몬타본
- 리타 레누아
- 장 오젠느
- 앙리 세르
- 자크 디남
- 헨리 아탈
- 가이 델롬
- 위베르 드 라빠랑
- 밥 러릭
- 폴 파벨
- 도미니크 자르디
- 롤랑 지로
- 레이몽 펠르그랭

## 제작진
- 각색: 피에르 푸코
- 원작자: 피에르 수베스트레
- 원작자: 마르셀 알레인
- 세트: 맥스 더이